# Håndarbejde
Grundbetydningen af håndarbejde er både håndens arbejde, dvs. tilvirkningen af produkter uden brug af maskiner og selve produktet.
Håndarbejde kaldes også håndgerning og betegner dels et skolefag, dels den hobbymæssige beskæftigelse med syning, strikning, hækling og anden tekstilhåndværk også selv om symaskinen har fundet sin naturlige plads. I Den Blå Betænkning (Undervisningsvejledning for folkeskolen) fra 1960 står der bl.a.: "Håndarbejdsundervisningen i skolen har både et praktisk og et æstetisk sigte". Fagets lærere var samlet i Foreningen af danske Håndarbejdslærere, senere Danmarks Håndarbejdslærerforening, som i 2015 fusionerede med Danmarks Sløjdlærerforening til Håndværk og Design, som officielt stiftedes på generalforsamling 29. april 2016.
I 1889 udgav Emilie West (1844-1907) lærebogen Vejledning til methodisk Undervisning i kvindeligt Haandarbejde, der blev retningsgivende for al håndarbejdsundervisning de næste hundrede år. Vel halvt så længe var Pædagogisk-faglig Vejledning i Haandarbejde fra 1934 aktuel i håndarbejdslæreruddannelsen; den var skrevet af Gerda Bohn-Jespersen (1885-1980).
En tredje pioner var Johanne Langballe (1859-1947). Fagets historie er især undersøgt og beskrevet af lektor Minna Kragelund (født 1942) fra Danmarks Pædagogiske Universitet.
Ved skoleloven af 24. marts 1899 blev håndgerning et obligatorisk fag i alle folkeskoler under forudsætning af, at der var en lærerinde, der kunne forestå undervisningen. Fra 1901 gav staten tilskud til uddannelse af håndarbejdslærerinder på Dansk Husflidsselskabs Sommerkursus og på Th. Langs Haandgerningsskole. I 1905 oprettedes Statens Haandgerningskursus under ledelse af en komité bestående af seminarieforstander Rasmus J. Holm (1838-1917), husflidsmanden, forlægger og justitsråd N.C. Rom (1839-1919) samt håndgerningslærerinde Emilie West (1844-1907). Der blev afholdt kurser flere steder i landet, men i 1920 samledes aktiviteterne i København, og Johanne Blom (1859-1937) blev inspektrice for Statens Håndgerningskursus.
Ligesom man i sløjd i mange år arbejdede med modelrækker, havde man også en modelrække i håndgerning, der skulle sikre en metodisk rigtig indlæring af de færdigheder, man anså for centrale og nødvendige.
Indtil 1970'erne betragtedes håndarbejde som et pigefag, og sløjd som et drengefag; men i dag har begge køn begge fag, og håndarbejde og sløjd har samme formål og arbejdsmetoder; kun er der forskel i materialerne, men også ligheder, og f.eks. forekommer lædersyning i begge fag.
Historisk har håndgerning betydet den husflid, der tjente til husstandens selvforsyning i det gamle bondesamfund, som det fremgår af hovedoverskrifterne i N. C. Rom: Haandgerningsbog (København 1875):
Snedkerarbejde, huggehusarbejde, bødkerarbejder, grenarbejder, kurvefletning, drejning, finere træarbejde, paparbejde, bogindbinding, metalarbejder, gipsarbejde, ravarbejde, arbejder i horn, ben og kokos, børstenbinding, glasarbejde, maling, tapetsering.
Når man taler om håndværk, tænker man i modsætning til ovenstående selvforsyningssituationer på den erhvervsmæssige fremstilling, ofte i serier, af produkter med salg for øje.

## Referenceliste
1. ↑  håndarbejde | lex.dk – Den Store Danske
2. ↑  Minna Kragelund: Opdragende håndarbejde – en undersøgelse af håndarbejdsfaget, dets metode og dets bevidsthedsdannende virkning i almueskolen ca. 1880-1910. Ph.D.-afhandling 1990. 2. oplag 1996. ISBN 87-7701-509-6